# Theodor Dahlblom
Lorentz Edvard Theodor Dahlblom, född 2 december 1865 i Strömstad, död 1956 i Falun, var en svensk bergmästare, geolog och gruvingenjör.
Theodor Dahlblom var son till urmakaren Edvard Ferdinand Dahlblom. Han blev elev vid Strömstads treklassiga läroverk 1877 och vid Göteborgs högre latinläroverk 1879, där han avlade mogenhetsexamen 1884. 1884–1888 var han elev vid tekniska högskolans avdelning för gruvvetenskap. Dahlblom företog ett stort antal studieresor, bland annat till Storbritannien 1888, Tyskland, Österrike och Belgien 1890, Österrike 1903, Förenta staterna 1907, Frankrike 1909, till Kanada där han besökte den elfte internationella geologkongressen 1913 samt till Belgien 1923. Från sina studieresor utgav han flera analyser, bland annat Beskrifning öfver grufvor och anrikningsverk i Cornwall (1890), Om Schlesiens zinkgfufvor (1891), Zinkhandteringens nuvarande ståndpunkt och utsikterna för en svensk zinkindustri (1891) samt Moderna rasbrytnings-metoder och deras lämplighet i svenska grufvor (1909).
1888 hade Dahlblom blivit förklarad behörig gruvmätare i mellersta bergmästardistriktet och senare samma år i Gävle-Dala och södra distrikten. Samma år blev han även auskultant i kommerskollegium. 1888–1891 var han ingenjör vid Isåsens zinkgruvor Lerbäcks socken. Dahlblom var upprepade gånger tillförordnad gruvingenjör i mellersta, västra och Gävle-Dala bergsmansdristrikt och var 1892–1895 ledare för driften av Ljungsgårda stenkolsgruva i Södra Vrams socken.
1894 blev Dahlblom gruvingenjör i Gävle-Dala bergmästardistrikt och var även extra lärare i mineralogi, geologi, gruvbrytning och gruvmätning vid Falu bergsskola 1894–1900. Han var upprepade gånger tillförordnad bergmästare i Gävle-Dala distrikt 1895–1903. Under tiden i Falun gjorde han sig känd som aktiv i föreningslivet, bland annat inom ingenjörsklubben där. Från 1901 var han ledamot av dess styrelse, 1906–1910 klubbens vice ordförande och ordförande 1911–1912 och 1924–1926.
1901 uppfördes han å tredje förslagsrummet till professor i gruvvetenskap vid tekniska högskolan och till andra förslagsrummet till bergmästare i mellersta distriktet. 1903 blev han bergmästare i Gävle-Dala distrikt, var ledamot av styrelsen för Centralbyggnads AB i Falun 1912–1913 samt en av stiftarna av Fastighets AB Backagårdarna 1920 och ledamot av dess styrelse.
Dahlblom var även verksam som konsulterande ingenjör och gruvexpert i Sverige, Norge, Finland, Mexiko (1907), Böhmen (1917) och Spetsbergen (1918). Han blev riddare av Vasaorden 1913.
Som forskare intresserade sig Dahlblom för de magnetometriska metoderna för fyndigheters undersökande och utgav en lärobok i ämnet: Om magnetiska fyndigheter och deras undersökning medelst magnetometer (1898, tysk översättning 1899). Han konstruerade även en tillsats till Thalén-Tibergs magnetometer, den så kallade sinusarmen, för bestämning av horisontalintensiteten, samt en modifikation av magnetometern, den så kallade fickmagnetometern. I Om stållinor (1922) publicerade Dahlblom sina erfarenheter av olika uppfordringslinor han gjort under sin inspektionsverksamhet inom gruvindustrin. I uppsatsen Maskinborrningen i Stollbergsgrufvan med elektriskt drifna borrmaskin behandlade han ett rent bergsmekaniskt spörsmål. Dahlblom skrev även ett flertal arbeten om andra områden inom fysikalisk kemi och geologi.